# Stadion Christa Botewa w Gabrowie
Stadion Christa Botewa – wielofunkcyjny stadion o pojemności 14 000 widzów, znajdujący się w Gabrowie. Swoje mecze rozgrywa na nim drużyna piłkarska FC Yantra Gabrowo. Na tym stadionie odbyły się koncerty takich gwiazd jak: Metallica, Nirvana, Uriah Heep czy Tatu